# Ángel Acebes
Ángel Jesús Acebes Paniagua (ur. 3 lipca 1958 w Ávili) – hiszpański polityk, prawnik i samorządowiec, parlamentarzysta, minister administracji publicznej (1999–2000), sprawiedliwości (2000–2002) oraz spraw wewnętrznych (2002–2004).

## Życiorys
Ukończył studia prawnicze na Uniwersytecie w Salamance. Uzyskał uprawnienia adwokata, podjął praktykę w tym zawodzie, specjalizując się w prawie cywilnym i handlowym.
Początkowo działał w Unii Demokratycznego Centrum, w latach 80. przystąpił do Sojuszu Ludowego, z którym współtworzył Partię Ludową. Od 1987 był radnym rodzinnej miejscowości i rzecznikiem frakcji radnych swojego ugrupowania. W latach 1987–1989 wchodził w skład władz prowincji Ávila. W latach 1991–1995 sprawował urząd alkada Ávili. Był członkiem hiszpańskiego Senatu IV i V kadencji, następnie w latach 1996–2011 posłem do Kongresu Deputowanych VI, VII, VIII i IX kadencji.
W styczniu 1999 dołączył do rządu José Maríi Aznara, w którym objął stanowisko ministra administracji publicznej. W kwietniu 2000 w drugim gabinecie tego premiera został ministrem sprawiedliwości. W lipcu 2002 przeszedł na urząd ministra spraw wewnętrznych, funkcję tę pełnił do kwietnia 2004. Był krytykowany za swoje publiczne wypowiedzi po zamachu w Madrycie, mającym miejsce w trakcie kampanii wyborczej w marcu 2004. Wówczas jako głównych podejrzanych wskazywał początkowo terrorystów z ETA, podczas gdy zamachu dokonali islamiści z Al-Ka’idy.
W latach 2004–2008 pełnił funkcję sekretarza generalnego Partii Ludowej. W 2008 powrócił do wykonywania zawodu adwokata. Powoływany także na stanowiska w zarządach różnych przedsiębiorstw w tym koncernu energetycznego Iberdrola.